# Lecteria (Lecteria) simpsoni
Lecteria (Lecteria) simpsoni is een tweevleugelige uit de familie steltmuggen (Limoniidae). De soort komt voor in het Afrotropisch gebied.